# Київський пансіонат ветеранів праці
Київський пансіонат ветеранів праці —комунальна стаціонарна соціально-медична установа соціального захисту для цілодобового проживання та догляду за громадянами похилого віку, учасниками бойових дій, членами родин загиблих військовослужбовців, ветеранами війни та праці, особами, які мають особливі заслуги перед Україною, постраждалими від Чорнобильської катастрофи, особами з інвалідністю та тих, які за станом здоров'я потребують цілодобового, соціально-побутового, медичного обслуговування, соціальних послуг і реабілітаційних заходів 
ЮРИДИЧНИЙ СТАТУС
Підпорядкований Департаменту соціальної та ветеранської політики Київської міської державної адміністрації. Фінансується за рахунок місцевого бюджету столиці України.
Заснований у липні 1971 року як Київський інтернат персональних пенсіонерів та розрахований на проживання 300 підопічних. 
Розташований в лісопарковій зоні Деснянського району міста Києва.

## Соціально-медичні послуги
В пансіонаті відкрито геріатричне відділення на 200 ліжко-місць та психоневрологічне відділення на 100 ліжко-місць. Всі підопічні забезпечені чотириразовим дієтичним харчуванням, медичним та побутовим обслуговуванням. В житлових кімнатах є балкон та необхідні побутові зручності та розраховані вони на проживання одного або двох підопічних.
Медичне обслуговування забезпечують чотири цілодобових медпости, де чергує середні та молодший медперсонал. В пансіонаті працюють лікарі-терапевти, ендокринолог, хірург, невропатолог, окуліст, отоларинголог, рентгенолог, стоматолог, психіатр. 
В поліклініці пансіонату функціонує маніпуляційний, фізіотерапевтичний, ЕКГ кабінети, інгаляторій. В лабораторії досліджуються клінічні аналізи крові та сечі. Обладнано кабінети ЛФК, масажу, фітотерапії.
Аптека пансіонату забезпечує ветеранів ліками, згідно з призначеннями лікарів.
Також в пансіонаті діє бібліотека та читальна зала.